# Арга-де-Сима
Арга-де-Сима (порт. Arga de Cima)  —  район (фрегезия) в Португалии,  входит в округ Виана-ду-Каштелу. Является составной частью муниципалитета  Каминья. По старому административному делению входил в провинцию Минью. Входит в экономико-статистический  субрегион Минью-Лима, который входит в Северный регион. Население составляет 87 человек на 2001 год. Занимает площадь 8,68 км².